# خاطر (تصوف)
خاطر، وارداتی است که بدون سابقه تفکر و تدبّر در قلب پیدا شود.

## خاطر
خاطر و خاطرات و خواطر واردی را گویند که منشأ تحقق آن در قلب سالک، تعمل فکری نباشد، کما اینکه واردات هم همان خاطراتی است که بدون تعمل در قلب سالک متجلی می‌شود.

## چهار قسم خاطر
در تصوف خاطر را به چهار قسم کرده‌اند:
1. خاطر ربانی یا حقانی و آن علمی است که حق تعالی بی‌واسطه در دل سالک افکند.
2. خاطر ملکی که بر طاعت انگیزد و از معصیت بازدارد که آن را «الهام» نیز گویند.
3. خاطر نفسانی یا وسواس که بر حظ و مراد عاجل تحریض کند.
4. خاطر شیطانی که داعی به شرور و ارتکاب معاصی است و آن را «خاطر العدو» نیز گفته‌اند.[۱][۲]

## خاطر ربانی
خاطر ربانی که بالاترین واردات است، خطا در آن راه ندارد و منشأ لذت و بهجت فوق‌العاده است.
خاطر ربّانی ضدّ وساوس است.

## خاطر ملکی
القاء ملکی، موجب تحریص عبد به ادای واجبات و مندوبات و آنچه که صلاح عبد در آن است می‌گردد. این قسم از واردات را الهام نیز می‌نامند.

## خاطر نفسانی
آنچه که در او حظوظ نفس مراعات شود از القائات نفسانی است. این قسم از القائات را هواجس نامیده‌اند.

## خاطر شیطانی
و آنچه که در او متابعت شیطان و مخالفت حق باشد، آن را القاء شیطانی می‌نامند.